# 海拜爾戰役

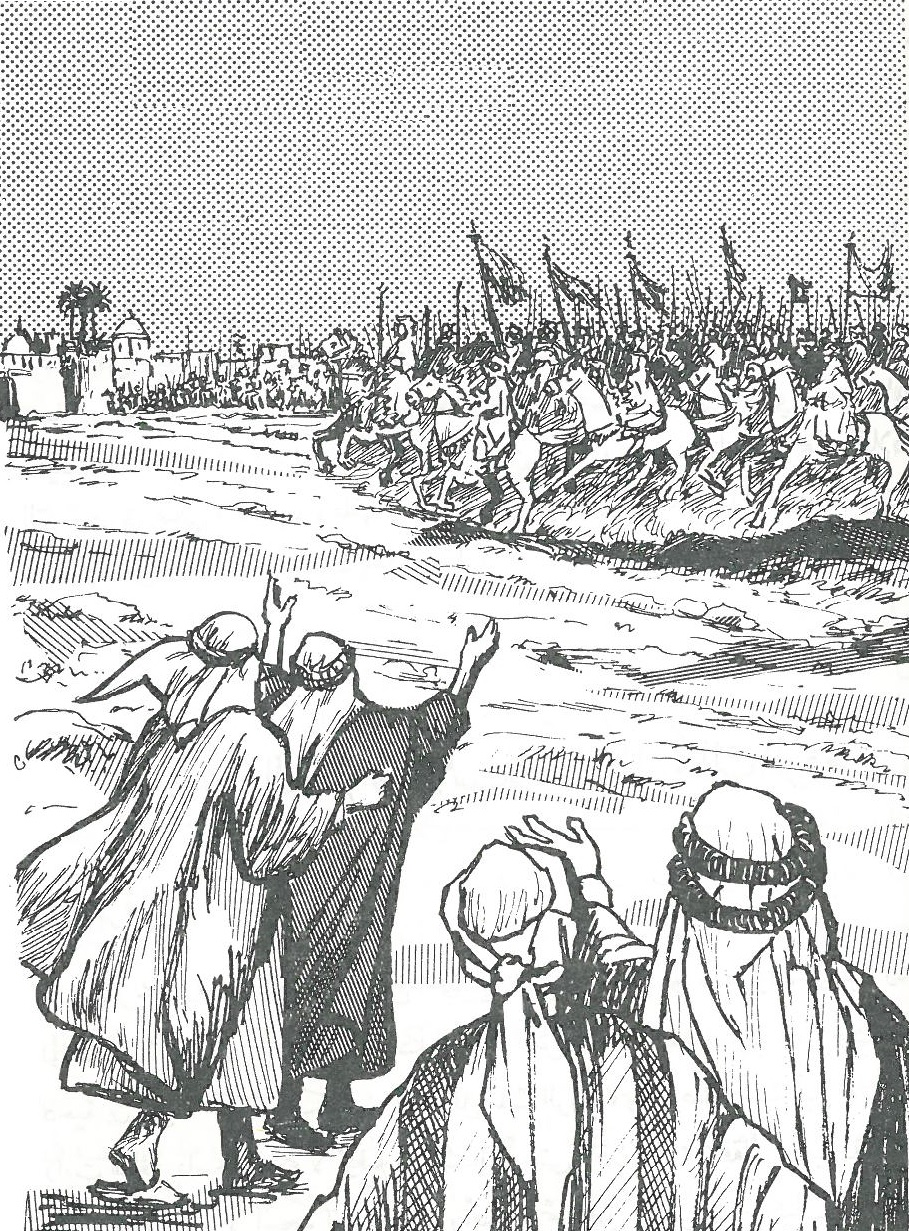
海拜爾戰役

海拜爾戰役是公元628年穆斯林与海拜爾犹太人之间爆發的一场武装冲突。最終海拜爾被穆斯林攻陷，犹太軍官被阿里·本·阿比·塔利卜杀死。戰前犹太人軍力為10,000至20,000人之間，而穆斯林軍力為1,400 人，但死亡人数却非常低，只有93名犹太人和18名穆斯林陣亡，双方共有50人受伤。 